# Ratusz w Nowogardzie
Ratusz w Nowogardzie – obecna budowla zbudowana została w 1911 roku według projektu mistrza budowlanego Berga. Stanął na miejscu kamienicy mieszkalnej, bowiem wcześniej siedziba rady miejskiej znajdowała się pośrodku rynku. Posiada wieżyczkę zegarową. Mieści się przy południowej pierzei dawnego rynku (plac Wolności).